# Engels & Consorten
Engels & Consorten ist eine deutsche Fernsehserie über das Schicksal einer mittelständischen Werft im Hamburger Hafen. Die Serie wurde 1986 erstausgestrahlt. Regie führte Detlef Rönfeldt, die Drehbücher schrieb Eberhard Möbius. Ausgezeichnet wurde die Serie mit dem Herbert Quandt Medien-Preis und dem Ernst-Schneider-Preis.

## Beschreibung
In Engels & Consorten werden Geschichten einer mittelständischen Hamburger Familienwerft mit 80 Mitarbeitern erzählt. In der Hauptsache dreht sich die auf fünf Folgen angelegte Geschichte um drei Generationen der Schiffbauerfamilie Engels, die in den 1980er Jahren in finanziellen Schwierigkeiten steckt. Firmenpatriarch Johann Engels hält erfolglos an herkömmlichen Geschäftspraktiken fest, sein ältester Sohn Fritjof führt das Unternehmen zu neuen Erfolgen und der jüngere Bruder Christian gerät mit dem Gesetz in Konflikt.

## Produktion und Ausstrahlung
Die Produktion des NDR wurde 1985 gedreht und war ursprünglich für das Vorabendprogramm geplant. Als Gegengewicht zur seinerzeit sehr erfolgreichen Serie Die Schwarzwaldklinik strahlte man die Serie im Abendprogramm der ARD aus. Beteiligte Schauspieler waren Rainer Hunold, Günther Amberger, Ulrich Matschoss, Gisela Uhlen und Oliver Stritzel, die die Familie Engels spielten. Daneben war unter anderem  Sabine von Maydell zu sehen. Die letzte Folge wurde am 3. Februar 1986 um 20:15 Uhr ausgestrahlt und erreichte eine Einschaltquote von 36 % (was etwa 12 Millionen Zuschauern entsprach).
- Januar 1986 bis Februar 1986 – Erstausstrahlung ARD
- September 87 bis Oktober 87 – Wiederholung in 1 Plus
- Mai 1989 bis Juni 1989 – Wiederholung im NDR Fernsehen
- April 1991 bis Mai 1991 – Wiederholung in 1 Plus
- Mai 1993 bis Mai 1993 – Wiederholung im MDR Fernsehen
- 1998 – Wiederholung in der ARD

## Folgen
1. Stapellauf – Erstausstrahlung: 6. Januar 1986, 20:15 Uhr
2. Ohne Auftrag – Erstausstrahlung: 13. Januar 1986, 20:15 Uhr
3. Engels contra Engels – Erstausstrahlung: 20. Januar 1986, 20:15 Uhr
4. Nie wieder Syrakus – Erstausstrahlung: 27. Januar 1986, 20:15 Uhr
5. Auf Biegen und Brechen – Erstausstrahlung: 3. Februar 1986, 20:15 Uhr